# Empire State of Mind
«Empire State of Mind» — третий сингл американского рэпера Jay-Z, с его одиннадцатого студийного альбома The Blueprint 3. Исполнен совместно с певицей Алишей Киз. В песне используется семпл из песни «Love on a Two-Way Street», исполненной группой The Moments. Также в песне упоминаются суперзвезды НБА Леброн Джеймс, Дуэйн Уэйд и команды Нью-Йорк Никс и Нью-Джерси Нетс, частью которых владеет Jay-Z.
Изначально трек был написан жительницами Бруклина Анжелой Хант и Джанет Сьюуэлл Юлепик (Jnay), скучающими по дому во время своего путешествия в феврале 2009. Через месяц они послали свою песню на рассмотрение в Roc Nation, но песня получила негативные отзывы. Хотя и обескураженные этим, авторы послали песню Jay-Z после рекомендации EMI. Jay-Z записал песню прямо после прослушивания.
Сразу после релиза, песня дебютировала в Billboard Hot 100 под номером 50 с более чем 40 000 загрузок. За следующую неделю песня переместилась с 23-го на 1-е место в Hot Digital Songs. За неделю с 28 ноября 2009 песня достигла первой строчки в Billboard Hot 100.
Jay-Z и Алиша исполнили эту песню на MTV Video Music Awards 2009, а также на American Music Awards 2009. Кроме того, песня прозвучала в фильмах «Секс в большом городе 2», «Шаг вперёд 3D», «Люди в чёрном 3».
В июле 2010 года в YouTube появилась пародия на песню «Empire State of Mind» под названием «Newport State of Mind» в исполнении Алекса Уоррена (англ. Alex Warren) и Теремы Уэйнрайт (англ. Terema Wainwright), в которой вместо Нью-Йорка описывался город Ньюпорт в Южном Уэльсе. Видео пародии набрало более двух миллионов просмотров, а песня попала в эфир радио BBC One, но уже в августе 2010 года это видео удалено за нарушение авторских прав. 15 февраля 2012 года кавер на песню «Empire State of Mind» исполнил Эд Ширан. В 2012 году британский журнал New Musical Express включил данную композицию в список 100 лучших песен 2000-х годов, а в 2015 году — в «500 величайших песен всех времён», разместив её в нём на 265-й позиции.
Jay-Z и Алиша Киз за эту песню получили премию «Грэмми» за лучшее рэп-/песенное совместное исполнение и номинировались в категории «Запись года».

## Релиз
Песня поступила в эфир множества радиостанций и получила большое количество загрузок, в частности, после MTV Video Music Awards 2009.

## Музыкальное видео
Клип на песню «Empire State of Mind» был снят 1 октября 2009 года в Гарлеме, на Таймс-Сквер и вокруг Граунд-Зиро в Нью-Йорке. В нём изображён Стадион Янки, Эмпайр-стейт-билдинг, Крайслер-билдинг. Режиссёром клипа стал Хайп Уильямс.